# Dolno Eserowo

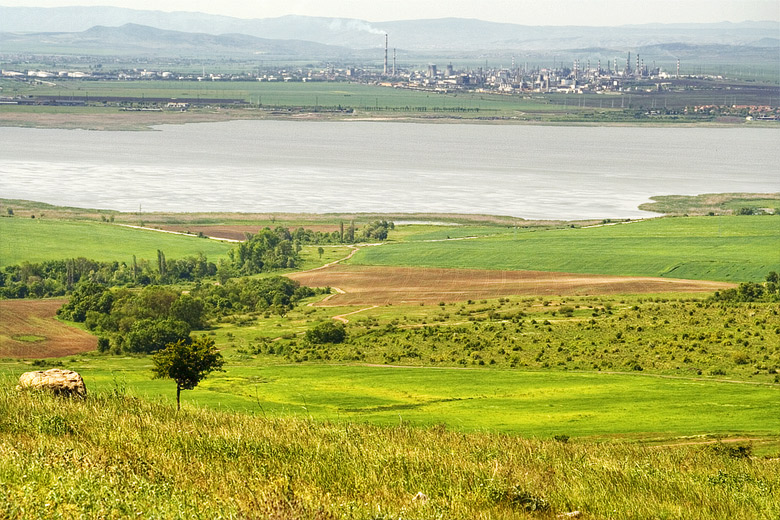
Der Burgassee mit der LUKoil Neftochim-Raffinerie und das Viertel Dolno Eserowo rechts von ihr im Hintergrund

Dolno Eserowo (auch Dolno Ezerovo geschrieben, bulgarisch Долно езерово, zu dt. Unteres Seedorf) ist ein vom Stadtzentrum rund 15 km entfernter Stadtbezirk der bulgarischen Schwarzmeerstadt Burgas mit etwa 5.000 Einwohnern. Der Bezirk liegt entlang der Eisenbahnlinie Burgas-Sofia, nahe der Öl-Raffinerie LUKOIL Neftochim Burgas nördlich des Burgas-Sees.
Eserowo wurde 1913 von bulgarischen Flüchtlingen aus den Balkankriegen 1912/13 aus Ost- und Westthrakien (thrakische Bulgaren) und Makedonien (makedonische Bulgaren) als Flüchtlingslager gegründet und hieß zunächst Vayakioy (abgeleitet von See Vaya, den alten Namen des Burgas-Sees). So kamen nur aus den ostthrakischen Örencik (bei Istanbul) 90 und aus Kavaklı 50 Familien.
In den 1930er Jahren wurde die erste Schule gebaut. Neben ihr befinden sich im Dorf noch ein Tschitalischte und die Kapelle „Sweta Petka“. Eine weitere Kirche ist im Bau.
In den 1970er Jahren wurde die Grundschule Christo Botew gebaut und eröffnet. In dem vierstöckigen Bau lernen bis zu 230 Schüler.
Ab 12. November 1987 wurde der Ort in die Gemeinde Burgas eingegliedert und erhielt den Status eines Stadtteils.
Seit Saison 2009/2010 trägt der FC Neftochimic Burgas seine Heimspiele im Dolno Eserowo-Stadion. Der Klub spielt in der dritten bulgarischen Liga.